# Adele Zay

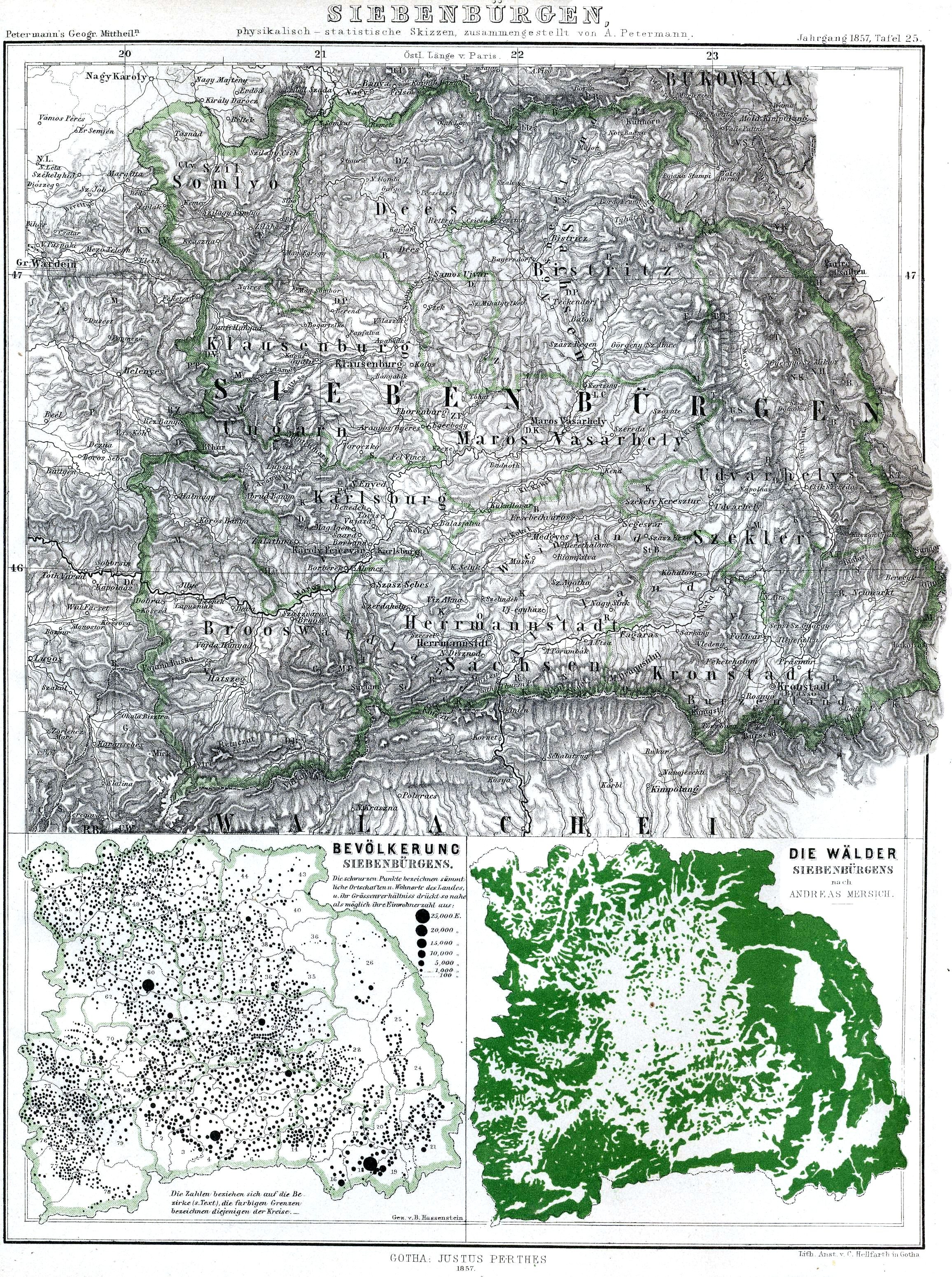
Principatul Transilvaniei în secolul al XIX-lea

Adele Zay (n. 29 februarie 1848, Sibiu, Imperiul Austriac – d. 29 decembrie 1928, Brașov, România) a fost o profesoară, feministă și pedagogă ardeleană, militantă pentru drepturile femeilor la educație și egalitate de șanse, autoare a mai multor cărți de pedagogie pentru învățământul preșcolar.

## Educație
Adele Zay s-a născut pe 29 februarie, în anul bisect 1848, la Sibiu (Hermannstadt), în Principatul Transilvaniei, Imperiul Austriac (azi în România), părinții ei fiind Rosa (născută Graef) și Daniel Adolf Zay. Familia ei era de origine săsească, parte a populației etnic-germane luterane, care fusese invitată de regele maghiar să se stabilească în Transilvania în secolul al XII-lea. Comunitățile germane în care au trăit și-au păstrat autonomia politică din secolul al XVII-lea până în ultimul sfert al secolului al XIX-lea. Adele era a patra fiică din familie și avea un frate mai mic, Gustav Adolf, care avea să devină avocat și parlamentar maghiar. Tatăl ei a fost judecător la Înalta Curte pentru curtea regională, dar a murit la scurt timp după nașterea lui Adolf în 1850. I-a lăsat soției sale doar o mică pensie, care era insuficientă pentru educația copiilor lor. Adele, care aspira să devină profesoară, a urmat școala protestantă de fete și și-a completat educația cu lecții private de limbi străine și științe naturale.

## Carieră

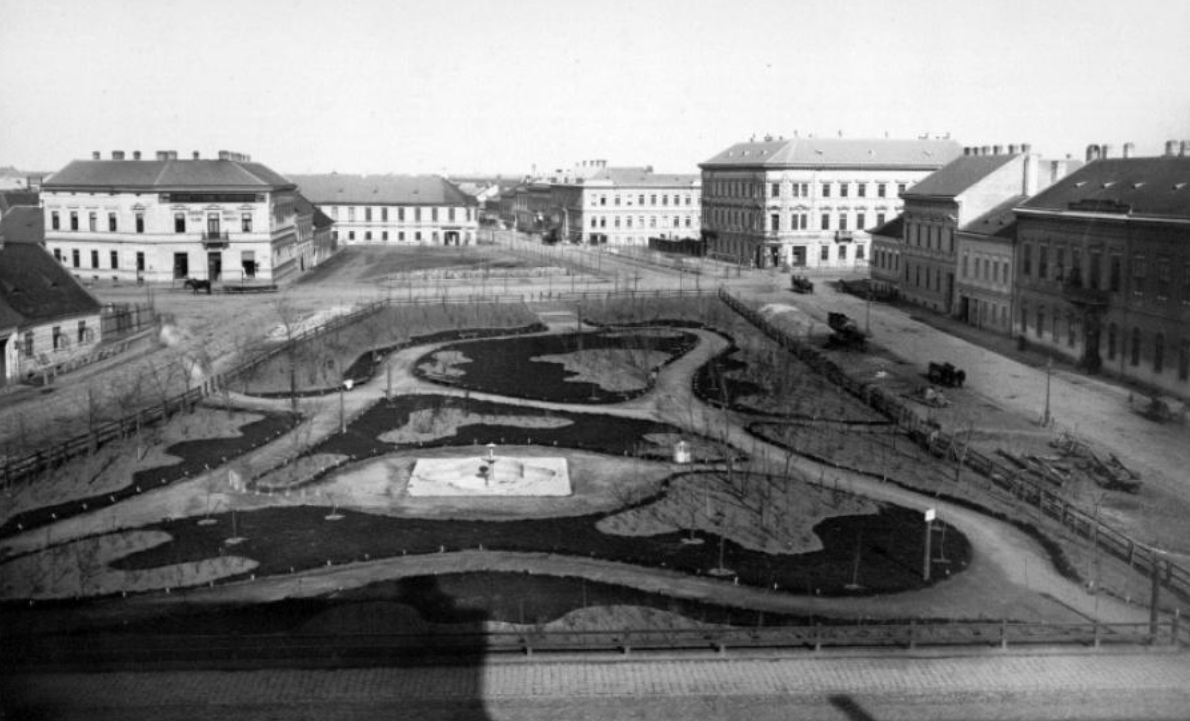
Piața Dugonics din Seghedin (Ungaria), circa 1883–1885 (clădirea din stânga sus de pe piață cu un cal în față este Institutul „Irma Keméndy”)

### 1865-1884
La vârsta de 17 ani, Zay deja avea experiență în limbile străine și peste trei ani a început să predea franceză și germană la Mädchenerziehungsanstalt von Philippine Barreaud („Institutul educațional pentru fete”) din Sibiu. Când școala s-a închis în 1873, s-a mutat în cartierul Cotroceni din București și a predat la Mädchenerziehungs- und Lehrerinnenbildungsanstalt Asyl Helene („Institutul de educație și formare a fetelor ca profesoare din cadrul Azilului Elena Doamna”), unde una dintre surorile ei mai mari era angajată ca profesoară. Acest azil a fost un orfelinat înființat în 1862 de Elena Cuza, prințesa consoartă a Principatelor Unite ale Moldovei și Țării Românești. Ulterior a fost operat sub patronajul reginei Elisabeta a României. Zay a predat aici cursuri de limba germană, geografie și istorie.
În 1875, dorind să-și continue educația, Zay a mers la Viena și a urmat un seminar de pregătire cu Friedrich Dittes, un reformator școlar și susținător al metodei Fröbel. De asemenea, a luat lecții private în Gotha cu August Köhler, un adept al principiilor lui Fröbel, care a instruit-o în pedagogie. Până în decembrie, Zay și-a asigurat un nou post, predând limbile engleză și germană, geografie și matematică la Institutul „Irma Keméndy” din Seghedin. În timp ce preda, Zay și-a continuat propriile studii la școala normală a Institutului Keméndy. În 1880, a promovat examenul care îi permitea să predea în școlile primare de stat germane și maghiare. În anul următor, a promovat un examen suplimentar la Școala Normală Publică din Budapesta pentru a preda limba franceză și engleză, devenind prima profesoară de origine săsească autorizată să predea în învățământul gimnazial. Ea a continuat să predea și a lucrat ca administrator la Institutul Keméndy până în 1884, când prezbiteriul Bisericii Evanghelice de Confesiune Augustană din România a invitat-o să predea în școala lor normală, nou înființată, pentru formarea profesorilor de grădiniță.

### 1884-1917
După aproape un deceniu în Seghedin, Zay a acceptat postul la Kindergärtnerinnenbildungsanstalt von der Evangelischen Landeskirche-AB (KBA-AB) („Colegiul de formare a profesorilor de grădiniță al Bisericii Evanghelice de Confesiune Augustană din România”) și s-a mutat la Brașov (Kronstadt). Încă de la început, ea s-a implicat activ în dezvoltarea școlii și a conceput programa școlară. A condus școala din 1884 până în 1927, devenind director oficial în 1922. Concomitent cu mutarea la Brașov, Adele s-a alăturat Asociației Generale a Femeilor a Bisericii Evanghelice Transilvane și a devenit unul dintre liderii în presa pentru drepturile femeii. Aici a militat intensiv pentru ca profesorii de grădiniță și de artizanat să fie recunoscuți ca educatori și să aibă dreptul la pensii. De asemenea, a militat pentru ca profesia de profesor să fie accesibilă și femeilor, lucru pe care l-a obținut în 1901, cât și pentru înființarea unei școli normale pentru femei, ceea ce s-a întâmplat în 1903.

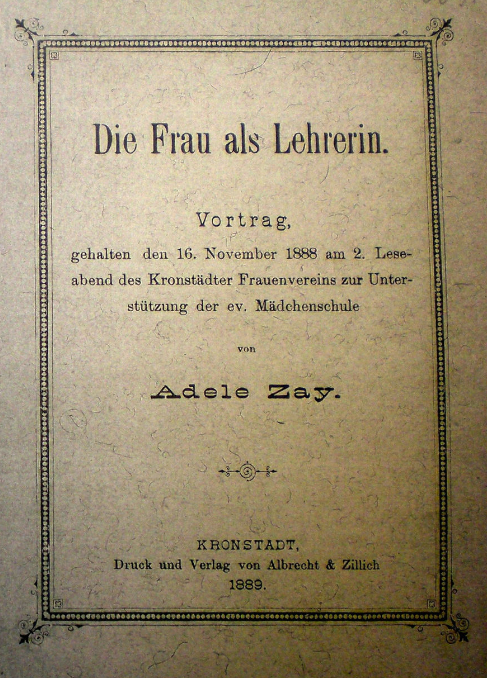
Die Frau als Lehrerin, 1889

În 1888, a susținut prelegere Die Frau als Lehrerin („Femeia ca învățătoare”), în care a susținut că în școlile de fete administrate de Biserica Evanghelică din Transilvania ar trebui să se asigure drepturi egale. Ea a subliniat că în 1887 o propunere de angajare a femeilor învățătoare a fost respinsă pe baza rațiunii că Biserica ar trebui să deschidă și să opereze o școală normală pentru a le instrui.
La Expoziția Națională pentru Educația Copiilor din 1889 de la Budapesta, Zay a fost onorată cu o mențiune pentru activitatea ei, în timp ce cursurile pe care le-a predat la școală au fost distinse cu premiul de aur. Tot în acel an, programa KBA-AB a fost aprobată de Coroana maghiară și până în 1891 munca ei și schimbările în cerințele guvernamentale au transformat educația timpurie în Ungaria. În 1892, școala a fost autorizată oficial de stat și, doi ani mai târziu, Zay a conceput un curs de educație continuă de trei luni pentru educatorii ce urmau să se ocupe de copiii din mediul rural, ai căror părinți erau la muncă în timpul zilei. Munca socială realizată de acești educatori, care s-au concentrat pe a preda copiilor în limba și in tradiția lor maternă, a construit punți între familiile rurale și orașele în care locuiau educatorii. Tot în 1894, ea a apelat cu succes la autoritățile bisericești, susținând că profesorii de grădiniță și de artizanat, care predau abilități tehnice și ajutau la conservarea artei populare, dar nu erau considerați educatori, ar trebui să fie eligibili pentru pensie după atingerea vârstei de pensionare.
În 1896, Zay a publicat Theorie und Praxis der Kleinkindererziehung („Educația copiilor, teorie și practică”), un manual care exprima importanța grădiniței în dezvoltarea socială a copiilor. Revizuită și republicată sub titlul Theorie und Praxis des Kindergartens („Teoria și practica grădiniței”) în 1916, cartea a fost utilizată pe scară largă în Germania pentru a forma profesori până la izbucnirea celui de-Al Doilea Război Mondial. În 1898, Zay a publicat o a doua carte, Hilfsbüchlein zur Heranbildung von Leiterinnen von Sommerbewahranstalten (un ghid cu sfaturi practice pentru educația avansată a femeilor care organizau cursuri de vară). O a doua ediție a fost publicată în 1918.
După ce a luat contact în timpul studiilor din străinătate cu feministe din diverse țări, Adele a făcut presiuni pentru ca femeilor să li se acorde dreptul de vot. În 1918, campania ei a avut ca rezultat faptul că femeile au câștigat dreptul de a vota la alegerile bisericii. Ea a fondat Freie Sächsische Frauenbund („Liga Femeilor Săsești Libere”) în 1920, ca organizație-umbrelă pentru a ajuta femeile să lupte pentru drepturile socio-politice din Regatul României, sub a cărui jurisdicție a intrat Transilvania după încheierea Primului Război Mondial. 

### 1918-1928
După Primul Război Mondial și după Războiul Româno-Ungar, Regatul României a câștigat jurisdicția asupra Transilvaniei. În 1918, femeile au câștigat dreptul de vot la alegerile bisericii, iar în 1920 Zay a fondat Freie Sächsische Frauenbund („Liga Femeilor Săsești Libere”). Organizația-umbrelă și-a propus să unească grupuri de femei etnic-germane pentru acțiune social-politică în cadrul statului român. Prin intermediul grupului, ea a continuat să facă presiuni pentru educația femeilor, făcând apel la învățământul tehnic secundar pentru fete și introducând cursuri de educație preșcolară și creșă în liceele de fete. Ea a condus organizația-umbrelă până în 1925, când a fost urmată de Lotte Binder.
Aleasă membru în Parlamentul României în 1920, Zay a servit și ca membru al Comitetului Districtual pentru Consiliul Popular din Țara Bârsei. A fost numită oficial directoare a KBA-AB în 1922, deținând acest post până când s-a pensionat în 1927. În cei 43 de ani de mandat, a reușit să promoveze peste 830 de studenți. În 1924, Zay a implementat schimbări pentru a incorpora noile politici culturale cerute de Regatul României, iar în anul următor a fost aleasă președinte al Ligii Femeilor. La aniversarea ei de 80 de ani, în 1928, liga a organizat o strângere națională de fonduri și a adunat peste 250.000 de lei românești, bani folosiți pentru a înființa Fundația Adele Zay pentru conservarea grădinițelor săsești.

## Recunoaștere

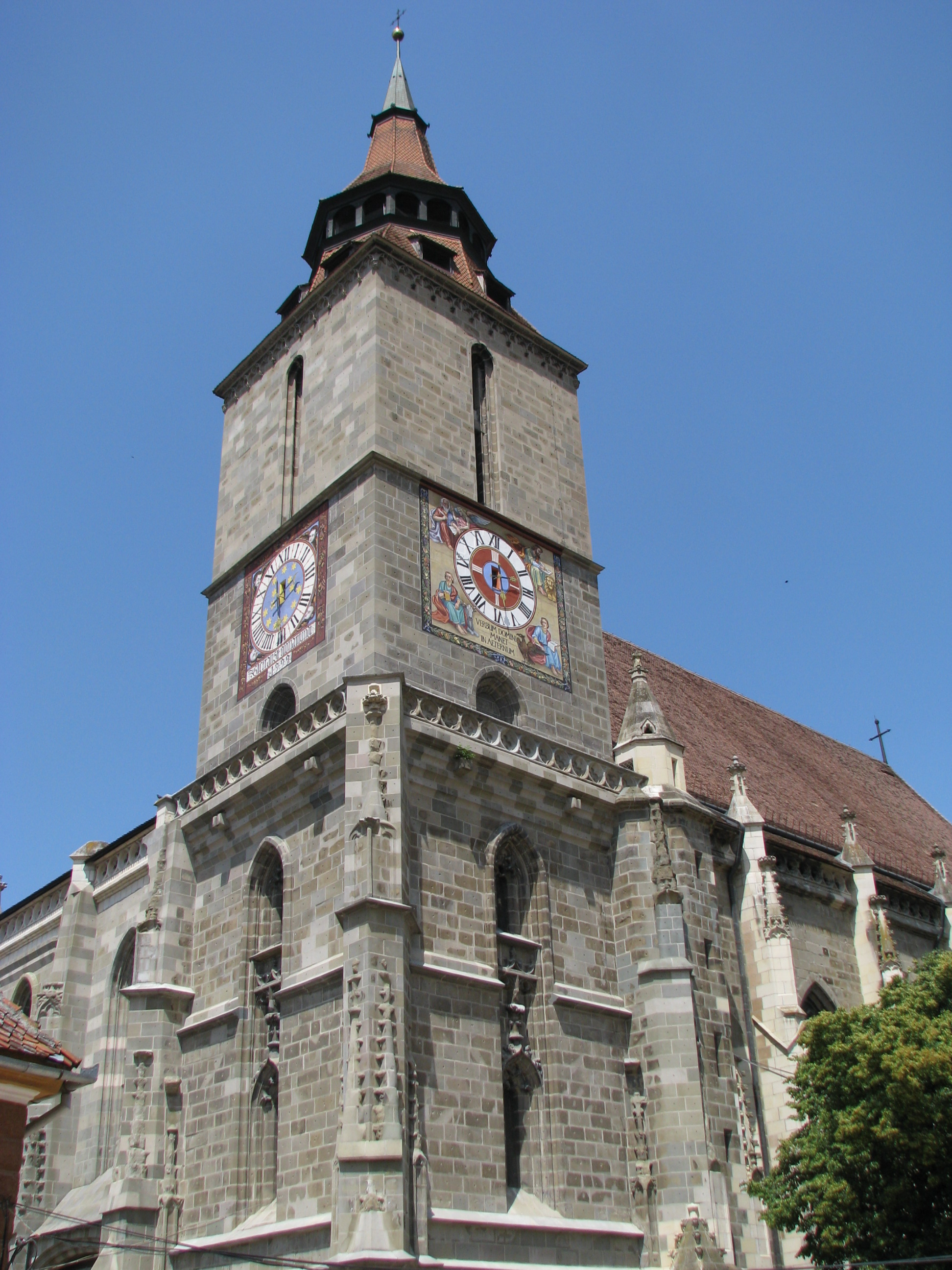
Biserica Neagră din Brașov

Adele Zay a decedat pe 29 decembrie 1928, la Brașov, în urma unui atac de cord. A fost prima femeie al cărei priveghi s-a ținut la Biserica Neagră înainte de a fi înmormântată, conform dorințelor ei, la Cimitirul Orășenesc din Sibiu. Este amintită pentru contribuțiile la profesionalizarea predării, pentru înființarea grădinițelor în Transilvania pe principiile lui Fröbel și pentru eforturile de a împuternici femeile.
În 1929, KBA-AB a fost redenumită „Școala Adele Zay”, dar a fost dizolvată de guvernul României în 1949. Liga Femeilor Saxone Libere, fondată de Zay, a fost redenumită Federația Germano-Saxonă a Femeilor în 1930. În Drabenderhöhe, o localitate din Germania, o asociație de binefacere care îi poartă numele a fost fondată în 1962. Asociația a creat Haus Siebenbürgen, Alten- und Pflegeheim (Casa, Căminul de Bătrâni și Centrul de Tratament Transilvania) în 1966 pentru a îngriji transilvănenii în vârstă, ridicând un bust și o placă în cinstea lui Zay în foaier. Asociația a înființat și o grădiniță în 1992 și o a doua grădiniță în 1995, ambele administrate de orașul Wiehl.